# Ivan Mesík
Ivan Mesík (* 1. Juni 2001 in Banská Bystrica) ist ein slowakischer Fußballspieler, der seit Sommer 2024 beim niederländischen Erstligisten Heracles Almelo unter Vertrag steht. Der Innenverteidiger absolvierte eine Vielzahl von Länderspiel für Juniorenmannschaften seines Heimatlands.

## Karriere

### Verein
Der in Banská Bystrica geborene Ivan Mesík spielte in der Jugendabteilung des FK Dukla Banská Bystrica, bevor er 2016 in die Nachwuchsakademie von Spartak Trnava wechselte. Sein Debüt für die Mannschaft von Cheftrainer Michal Ščasný bestritt er am 18. Mai 2019 (9. Spieltag der Abstiegsrunde) beim 1:0-Auswärtssieg gegen den FC Nitra. Dieser Einsatz blieb sein einziger in der Saison 2018/19. In der nächsten Spielzeit 2019/20 gelang ihm der Durchbruch in die Startformation des neuen Übungsleiters Ricardo Chéu. Sein erstes Ligator erzielte er am 4. August 2019 (3. Spieltag) beim 2:0-Heimsieg gegen den FC Nitra. Bis zu seinem Wechsel kam er in dieser Saison zu 16 Ligaeinsätzen, in denen er einen Torerfolg verbuchen konnte.
Am 28. Januar 2020 wechselte Mesík zum dänischen Erstligisten FC Nordsjælland, wo er einen Viereinhalbjahresvertrag unterzeichnete. Sein Debüt bestritt er erst nach dem Wiederbeginn der Spielzeit 2019/20 aufgrund der COVID-19-Pandemie am 29. Mai 2020 (25. Spieltag) beim 2:0-Auswärtssieg gegen den Silkeborg IF. In den nächsten Ligaspielen startete er regelmäßig und insgesamt bestritt er in dieser Saison 11 Ligaspiele.
2021 wurde an den norwegischen Zweitligisten Stabæk Fotball verliehen. 2022 folgte eine weitere Leihe nach Norwegen zu Odds BK. Anfang 2023 wechselte Mesik zum italienischen Klub Delfino Pescara 1936. Im Sommer 2024 wurde er schließlich zu Heracles Almelo transferiert.

### Nationalmannschaft
Zwischen Januar und September 2017 bestritt Mesík zwei Freundschaftsspiele für die U16. Von Juli 2017 bis März 2018 absolvierte er acht Länderspiele für die U17, in denen er ein Tor erzielte. Im November 2018 kam er erstmals für die U19 zum Einsatz.

## Erfolge
- Slowakischer Pokalsieger: 2018/19